# San-Quintin-Kängururatte
Die San-Quintin-Kängururatte (Dipodomys gravipes) ist eine Säugetierart aus der Gattung der Kängururatten (Dipodomys) innerhalb der Nagetiere (Rodentia). Sie ist ein Endemit Mexikos und ausschließlich im Nordwesten des Bundesstaates Baja California zu finden.

## Merkmale
Die San-Quintin-Kängururatte ist eine relativ große, gedrungene Kängururatte mit kleinen Ohren, wobei die Männchen größer sind als die Weibchen und Individuen im südlichen Verbreitungsgebiet etwas größer als die im nördlichen Verbreitungsgebiet. Sie erreicht eine Gesamtlänge von 312 mm, eine Schwanzlänge von 168 bis 180 mm, eine Hinterfußlänge von 43 bis 44 mm, eine Ohrlänge von 11 bis 16 mm und ein Gewicht von 69 g. Die Körperunterseite, die Vorderfüße, die Oberseiten und die Seiten der Hinterfüße sind weiß, der Rest des Körpers cremefarben rötlich. Über den Augen und um die Ohren befinden sich weiße Flecken. Der Schwanz ist dick und moderat lang, die Schwanzspitze schwarz. Ein weißer, sehr schmaler Schwanzstreif verläuft fast bis zur Schwanzspitze und verschwindet dort in den langen, dunklen Haaren der Quaste. Die langen Hinterfüße haben fünf Zehen.

## Verbreitung
Die Art kommt in einem 1000 Quadratkilometer langen Küstenstreifen zwischen San Quintín (Baja California) und El Rosario (Baja California) vor.

## Lebensraum und Lebensweise
Die San-Quintin-Kängururatte kommt an kakteenbestandenen Hängen und den angrenzenden Gebieten mit kurzer Vegetation vor, die südlichen Populationen in Überschwemmungsgebieten und relativ flachem Gelände, das von Tafelbergen und Hügeln begrenzt wird. Über die Lebensweise ist nur wenig bekannt. Die Baue sind bis zu 50 cm tief, Öffnungen werden nicht unter Vegetation angelegt. Die San-Quintin-Kängururatte ist nachtaktiv, die Jungen kommen hauptsächlich im Winter und im Frühjahr zur Welt.

## Gefährdung und Schutz
Die Art wird von der International Union for Conservation of Nature and Natural Resources (IUCN) als vom Aussterben bedroht, sie galt bis 2018 als möglicherweise ausgestorben (Critically Endangered CR, Possibly Extinct) eingestuft. Trotz gründlicher Erhebungen war seit 1986 kein Exemplar mehr registriert worden. In den letzten 20 Jahren wurde ihr Lebensraum durch die Landwirtschaft vollständig zerstört.
2018 wurden vier Exemplare in Lebendfallen gefangen.